# Sargblei
Das Sargblei ist eine Form von Angelblei und dient damit beim Angeln zum Beschweren der Angelschnur. Seine typische flache und sechseckige Form wie die eines Sarges verleiht ihm den Namen.
Längs der flachen Form geht genau durch die Mitte ein Durchgangsloch für die Schnur. Das Sargblei wird in der Regel beim Grundangeln verwendet, um den Köder trotz Strömung und Auftrieb am Gewässergrund zu halten, seine flache Form verstärkt die Bodenhaftung bei starker Strömung. Dazu wird es in einer Entfernung von ca. 10–200 cm vom Haken auf die Schnur gefädelt. Es kann sowohl als Laufblei wie auch mit Hilfe zweier Schnurstopper als Festblei montiert werden. Angeboten wird es in Gewichten von ca. 10–500 Gramm.